# Літературознавче джерелознавство
Літературознавче джерелознавство — допоміжна літературознавча дисципліна, яка визначає методологічні прийоми збирання, класифікації, вивчення та використання рукописних та друкованих матеріалів для дослідження певного літературного явища, процесу чи творчості окремого автора, з'ясовує походження та достовірність кожного джерела наукової студії. Літературознавче джерелознавство має тісний зв'язок із історіографією,палеографією, лексикографією, історичною граматикою. Предметом літературознавчого джерелознавства можуть бути не лише художні твори, а й записники, щоденникові записи, листи, довідники.